# Agrimonia procera
Agrimonia procera es una planta herbácea olorosa de la familia Rosaceae.

## Descripción
Hierba perenne, olorosa de hasta 180 cm de altura. Tallo con pelos largos, setosos, estriado, con las ramas finas y largas, a menudo rojizo en la mitad inferior. Las hojas son alternas e imparipinnadas, con 7 - 11 pares de foliolos grandes, verdes en el haz y un poco más blanquecinas en el envés, muy dentadas, tienen estípulas muy dentadas. Raquis acanalado, con pelos similares a los del tallo. Las flores aromáticas se agrupan en inflorescencias a lo largo del tallo. Tienen la corola regular (actinomorfa), de color amarillo.

## Hábitat y distribución
CorologíaLateeurosiberiana (de distribución principalmente eurosiberiana, pero que penetra en territorios próximos.)
Distribución
Europa, desde el sur de Escandinavia y Finlandia, hasta la península ibérica, península itálica, Sicilia, norte de Grecia, oeste de Rusia y Ucrania.
Datos sobre protección y conservación
- Categoría: Taxón de interés especial (IE) Decreto 50/2003, de 30 de mayo por el que se crea el Catálogo Regional de Flora Silvestre Protegida de la Región de Murcia y se dictan normas para el aprovechamiento de diversas especies forestales. B.O.R.M. núm. 131, 10 de junio de 2003, págs. 11615-11624
- Categoría: Taxón de interés especial (IE) Libro rojo de la flora silvestre protegida de la Región de Murcia. Consejería de Agricultura, Agua y Medio Ambiente, D.G. del Medio Natural, Murcia.
- Categoría: Invasiva. En Sudáfrica se ha declarado como planta invasiva.[4]

## Sinonimia[5]
- Agrimonia acutifolia Dum.
- Agrimonia biatzovsskyi Fleischm.
- Agrimonia eupatoria subsp. odorata Bonnier & Layens
- Agrimonia eupatoria subsp. procera (Wallr.) Fr.
- Agrimonia eupatoria var. procera (Wallr.) C.Hartm.
- Agrimonia glandulosa (Simonk.) Simonk.
- Agrimonia leroyi Sennen
- Agrimonia odorata var. procera (Wallr.) Nyman
- Agrimonia odorata var. suaveolens (Wallr.) Asch. & Graebn.
- Agrimonia repens De Langhe
- Agrimonia robusta Andrz.
- Agrimonia suaveolens Wallr.

## Usos y estudios[6]
Los componentes de las especies de Agrimonia han sido reportados como candidatos antimicrobianos que poseen propiedades antioxidantes y antiinflamatorias. Debido a que el uso de antibióticos en el ganado vacuno se presupone que puede contribuir a la emergente crisis de salud pública a la resistencia a los antibióticos, se requieren alternativas. Los aditivos filogenéticos se investigan extensamente debido a sus propiedades antibióticas.
Se estudia el impacto de Agrimonia procera en el crecimiento de cepas seleccionadas de bacterias intestinales, el efecto de A. Procera sobre la abundancia de mRNA de genes implicados en la inflamación bacteriana y la defensa en un carcinoma de línea celular del colon, y el efecto de A. Procera en el rendimiento de crecimiento de lechones sanos.
 Aviso médico
Composición
La agrimoniina y los glucósidos de luteolina y apigenina se identificaron como los principales fitoquímicos de A. procera

## Enlace exterior
Imágenes y pliegos en GBIF 
- Wikimedia Commons alberga una categoría multimedia sobre Agrimonia procera.